# All You’ve Got
All You’ve Got (auch bekannt als California Volleygirls) ist ein US-amerikanisches Sport-Filmdrama aus dem Jahr 2006. Der Film handelt von Rivalitäten in einer weiblichen Volleyballmannschaft. Produziert wurde er von MTV und Paramount Pictures.

## Handlung
Die Phantoms sind die Volleyballmannschaft der Cathedral Highschool. Mit einem knappen Sieg im Tie-Break gewinnen die Volleyballerinnen um Kapitänin Gabby Espinoza das Finale der Staatsmeisterschaft (State Championship) gegen ihre Erzrivalen, die Madonnas. Sechs Monate später fährt die Tochter eines alleinerziehenden Vaters mit ihren Mitspielerinnen Rada und Lettie vergnügt durch die Stadt, als sie im Radio von einem Feuer an der Schule der Madonnas hört. Als sie dort ankommt, erfährt sie, dass ihr Vater, der Feuerwehrmann Javier Espinoza, bei dem Brand ums Leben gekommen ist. Lauren McDonald war die herausragende Spielerin der Madonnas. Um ihre Karriere gemeinsam mit ihren besten Freundinnen Becca und Katilin fortsetzen zu können, entschließen sich die drei jungen Frauen, die aus privilegierten Verhältnissen stammen, zur Cathedral High zu wechseln.
Da für die neue Saison mehr Spielerinnen als Plätze im Kader zur Verfügung stehen, kündigt Trainer Harlan für die ersten Wochen ein Auswahlverfahren an. Als schließlich das neue Team bekannt gegeben wird, stehen alle drei ehemaligen Madonnas auf der Liste, Lettie jedoch nicht. Die Rivalität führt im ersten Saisonspiel gegen Mother of Mercy zu einer klaren Niederlage, weil das neu zusammengestellte Phantoms-Team nicht harmoniert. Der Trainer ist wütend und fordert eine bessere Zusammenarbeit und mehr Liebe für den Sport. Allmählich finden die bisherigen Rivalinnen zusammen und entdecken Sympathien füreinander. Das wirkt sich auch sportlich aus; die Phantoms gewinnen ein Spiel nach dem anderen.
Nur Becca ist unzufrieden, weil sie neidisch auf die Freundschaft zwischen Gabby und Lauren reagiert. Sie erzählt Gabby, dass deren Exfreund, der bekannte Musiker Artie Sanchez, sich nun mit Lauren vergnügt. Es kommt zu einem neuen Streit, den Gabby und Lauren auch während eines Spiels auf dem Volleyballfeld austragen. Nachdem der Trainer eingegriffen hat, versöhnen sich die beiden aber wieder. Becca lässt aber nicht locker. Vor einem wichtigen Spiel auf dem Weg zum erneuten Gewinn der Meisterschaft kippt sie Melatonin in Gabbys Wasserflasche. Gabby verliert dadurch die Kontrolle über ihren Körper. Der Trainer vermutet Drogenkonsum und suspendiert seine Spielerin. Becca kommt stattdessen zum Einsatz. Nach dem Spiel verrät Becca Lauren aber, was sie getan hat. Daraufhin kehrt Gabby in die Mannschaft zurück, während Becca zusehen muss. Im Finale um die Meisterschaft besiegen die Phantoms Mother of Mercy. Becca entschuldigt sich für ihr Fehlverhalten und es herrscht wieder Harmonie. Schließlich setzen die Volleyballerinnen ihre Karriere an verschiedenen Universitäten fort.

## Hintergrund
Der Film wurde in Los Angeles, Kalifornien gedreht. Viele Darsteller sind als Musiker bekannt. Die in einer Nebenrolle auftretende Laila Ali ist die Tochter des erfolgreichen Boxers Muhammad Ali.

## Kritik
Der Rezensent von kino.de beschreibt den Film als „[h]armloses Highschool-Sportdrama, das primär auf jugendliche MTV-Zuschauerinnen ausgerichtet ist“. Die Kritik von cinema fällt noch negativer aus: Als „wiederkehrendes Motiv [werden] die Nahaufnahmen von trainierenden Mädchen“ in den Mittelpunkt gestellt und der Film sei „wie ein Nierenstein: schmerzhaft, unnötig und lästig“. – „Klingeltonwerbung hat mehr Niveau“.